# The Man and the Woman
The Man and the Woman è un cortometraggio del 1908 diretto da David W. Griffith. Linda Arvidson era la moglie di Griffith, George Gebhardt un attore nato in Svizzera, a Basilea.

## Trama
John e Tom Wilkins sono fratelli, ma non possono essere più diversi uno dall'altro: tanto John, un sacerdote, è una brava persona, retta e di nobile carattere, tanto Tom è un cattivo soggetto, sconsiderato e senza scrupoli. La loro madre, rimasta vedova, è cieca e non è riuscita a contenere il carattere selvaggio di Tom, che passa il tempo bevendo e giocando a carte. La povera donna non si rende conto di ciò che sta succedendo ed è convinta che entrambi i figlio siano due bravi giovani. Nel villaggio, Tom è cresciuto insieme a Gladys, la figlia del loro vicino di casa. La ragazza, innamorata, viene convinta a fuggire via con lui. Tom ha promesso di sposarla, ma quella che organizza è una cerimonia senza valore, celebrata da un suo amico, un falso prete. Gladys scopre la verità solo dopo che il suo seduttore l'abbandona con tra le braccia un bambino. Ritornata a casa, viene accolta dalla madre. Suo padre, però, non la perdona, cacciandola via. Gladys cerca rifugio da John che chiede al fratello di riparare. Tom sembra non rendersi conto della gravità di ciò che ha fatto, trattando tutta la faccenda alla leggera e provocando l'ira del fratello che sta per venire alle mani con lui. Sarà solo l'apparizione della madre cieca a toccare il cuore del mascalzone che si riunisce a Gladys e al loro bambino: una piccola famiglia che riceve la benedizione sacerdotale del fratello prete.

## Produzione
Il film fu prodotto dall'American Mutoscope & Biograph, girato a Fort Lee, New Jersey.

## Distribuzione
Il copyright del film, richiesto dalla American Mutoscope and Biograph Co., la compagnia che distribuì nelle sale la pellicola il 14 agosto, fu registrato il 6 agosto 1908 con il numero H114339.